# Acehúche
Acehúche est une commune de la province de Cáceres dans la communauté autonome d'Estrémadure en Espagne.